# Plak Music
Plak Music ist ein Musiklabel für türkischen Pop und türkisch-deutschen Hip-Hop. 1999 von Jochen Kühling und Ünal Yüksel gegründet ist Plak (türkisch für Schallplatte) zeitweise Unterlabel von Warner Music, später Sony BMG und Edel Music. Die kleine Plattenfirma war 2005 wesentlich an der Entdeckung des Sängers Muhabbet beteiligt.
Zunächst auf Hip-Hop spezialisiert nimmt das Label bald auch türkische Popmusik ins Programm und erhält 2003 zum Beispiel die deutschen Verlagsrechte an diversen Stücken der Grand-Prix-Siegerin Sertab Erener, die erfolgreich bei Sony Music veröffentlicht werden. Ali Güven, Kalusha, Kenan, Tarik Sarzep sind zeitweise labeleigene Künstler. Auch der türkische Superstar Sezen Aksu veröffentlichte in Deutschland über Plak Music sowie Herausgabe der Sampler Best of Turkish Pop Vol.1 und Best of Turkish Pop Vol.2.
2007 war Plak Music erstmals auf der Popkomm vertreten. 
Ende 2007 erreichte das Label besondere Bekanntheit durch die Herausgabe des Liedes Deutschland, um das eine Auseinandersetzung in deutschen Medien entstand. 
Plak hat Niederlassungen in Istanbul und Berlin.